# جيمس ستيوارت هولدن
جيمس ستيوارت هولدن (بالإنجليزية: James Stuart Holden)‏ (و. 1914 – 1996 م) هو محامي، وقاضي من الولايات المتحدة الأمريكية ولد في بينينغتون.
توفي في لونغوود، فلوريدا.

## التعليم
تعلم في دارتموث.